# GFO
A Ontologia Formal Geral (General Formal Ontology - GFO) é uma ontologia de alto nível para modelagem conceitual, que está sendo constantemente desenvolvida pela Onto-Med. A GFO inclui elaborações de categorias como objetos, processos, tempo e espaço, propriedades, relações, papéis, funções, fatos e situações.
Além disso, a Onto-Med trabalha em uma integração com a noção de níveis de realidade para capturar mais apropriadamente entidades nas áreas material, mental e social. As características proeminentes do GFO são:
- integração coerente de objetos e processos (com base em uma nova categoria de persistentes);
- entidades de tempo e espaço como entidades sui generis, e a relação de coincidência;
- uma categoria de situóides, totalidades compreensíveis do caráter mais independente;
- elaborar contas de funções e papéis;
- Abertura em relação a posições filosóficas como realismo, conceitualismo ou nominalismo pela provisão de diferentes tipos de categorias como universais, conceitos ou estruturas simbólicas.

Nesta página, são fornecida observações e links para documentação do GFO, informações sobre axiomatização e implementação do GFO, ie , downloads, ferramentas de desenvolvimento e estratégia de lançamento, um caminho para a uma lista de discussão, bem como breves observações históricas.

## Documentação e Publicação

### Série de Relatórios Onto-Med no GFO
A principal fonte descritiva do GFO é uma série de relatórios da Onto-Med. Esse trabalho progride continuamente e em intervalos irregulares, com versões de rascunho sendo fornecidas. Estes podem apresentar algumas deficiências técnicas (por exemplo, poucas referências ausentes, "seções vazias" indicando áreas sob pesquisa). No entanto, eles refletem melhor o desenvolvimento contínuo do GFO durante os lançamentos do relatório.
A série compreende relatórios com relação a três componentes: Parte I (Princípios Básicos) estabelece os pressupostos e métodos lógicos e filosóficos básicos, e apresenta um relato conceitual da Ontologia Formal Geral (GFO) em alguns detalhes. A Parte II (Axiomatics and Ontology Languages) apresenta uma axiomatização completa da GFO, bem como uma biblioteca de linguagens de ontologia e várias ferramentas para análises meta-lógicas de axiomas formais. Na Parte III (Aplicações) várias aplicações do GFO são coletadas e apresentadas. Até agora, apenas a Parte I está disponível, enquanto a Parte II e III estão em desenvolvimento.
A seguir, a forma geral de citação da Parte I, onde a versão correspondente e, para as versões, o número da série deve ser adicionado.
Herre, H.; Heller, B.; Burek, P.; Hoehndorf, R.; Loebe, F. & Michalek, H.. General Formal Ontology (GFO): A Foundational Ontology Integrating Objects and Processes. Part I: Basic Principles. Research Group Ontologies in Medicine (Onto-Med), University of Leipzig.
GFO na Wikipedia em inglês
1. ↑  http://www.onto-med.de/ontologies/gfo/

### Livros de Referência
Formal Ontology and Conceptual Realism: 339 (Synthese Library)
Building Ontologies with Basic Formal Ontology
[[:Categoria:Ontologia (ciência da computação)]]